# Caranx ignobilis
Carangue à grosse tête
Espèce
Statut de conservation UICN

 LC  : Préoccupation mineure
Caranx ignobilis, communément nommé la carangue à grosse tête, est une espèce de poissons marins démersale de la famille des Carangidae.
C'est la plus grande et la plus lourde des carangues.

## Description
Caranx ignobilis est un poisson de grande taille, pouvant atteindre 170 cm de long ; toutefois, sa longueur moyenne est de 100 cm. Il peut peser 60 kg.
Le corps a un profil ovale et allongé, comprimé latéralement, doté de deux nageoires dorsales.
Le pédoncule caudal est étroit et renforcé par des scutelles.
La nageoire caudale est fourchue.
La tête est massive avec un profil tronqué et présente une discrète tache noire près de l'opercule. La partie supérieure du corps et de la tête ont une coloration pouvant aller du gris argenté au noir et une teinte gris clair argenté sur la face ventrale. La partie supérieure du corps peut être plus ou moins tachetée de noir avec quelques stries verticales claires. Les nageoires ont un dégradé de gris vers le noir.
Les yeux sont gros et l'iris est gris.
Les sujets juvéniles ont une livrée gris clair légèrement argentée, dotée d'une petite tache noire sur le haut de l'opercule et la nageoire caudale et anale sont jaunâtres.

## Répartition et habitat

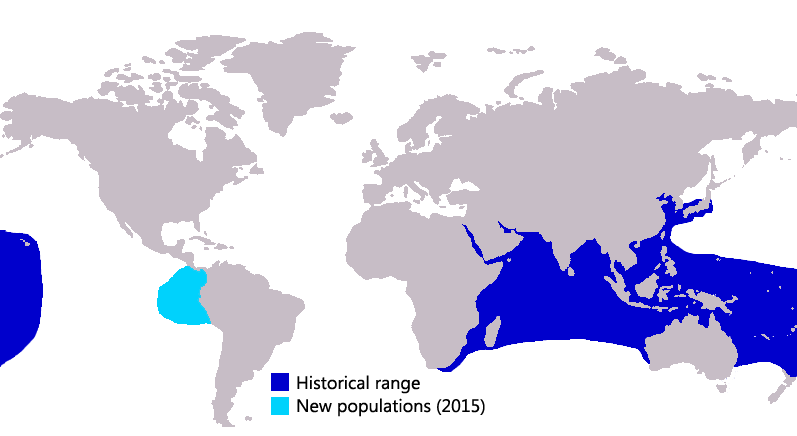
Répartition approximative de la Carangue à grosse tête : bleu sombre (répartition typique), bleu clair (deux spécimens connus)

La Carangue à grosse tête fréquente les eaux tropicales et subtropicales de l'océan Indien jusqu'aux îles océaniques du centre de l'océan Pacifique.
Elle affectionne les pentes externes des lagons, des récifs coralliens et rocheux ainsi que les secs et les passes entre la surface et 200 m de profondeur.

## Alimentation
Caranx ignobilis se nourrit de poissons et de crustacés benthiques.
Le documentaire de la BBC Planète bleue a aussi établi que certaines populations présentes dans les eaux baignant l'Atoll Farquhar capturent les sternes fuligineuses juveniles qui se posent sur l'eau, allant jusqu'à les poursuivre par des bonds acrobatiques au-delà de la surface.

## Comportement
Elle a une activité aussi bien diurne que nocturne selon la localisation géographique. Toutefois comme beaucoup de gros prédateurs, les carangues à grosse tête chassent de préférence au lever du jour et au couchant.
Les jeunes vivent fréquemment en bancs de plusieurs dizaines d'individus. Les adultes dépassant les 80 cm sont plutôt solitaires ou se déplacent par paires.

## Pêche
Les pêcheurs sous-marins attirent ces carangues en faisant un bruit de glotte, imitant le gloussement de détresse d'une carangue blessée, comme cela se pratique avec plusieurs espèces de carangues. Les carangues à grosse tête, de par leur taille, sont des poissons puissants, qui se débattent avec force lorsqu'ils sont fléchés. Elles ont alors tendance à tenter de gagner des eaux de faible profondeur pour se réfugier sur les hauts-fonds coralliens, au risque de s'échouer sur le récif en tentant de rejoindre le lagon.[citation nécessaire]
Cette espèce est également pêchée à la traine, ou de nuit à la ligne de fond avec un appât vivant. Sa taille et sa résistance en font une prise recherchée en pêche sportive. Elle a donné naissance en Australie et à Hawaii au GT popping (GT sont les initiales de Giant Trevally, son nom en anglais), une pêche sportive avec relâche des spécimens capturés. Ces poissons sont généralement commercialisés frais ou plus rarement séchés et salés. L'espèce est parfois élevée en aquaculture pour être commercialisée, ou conservée dans les grands aquarium publics.
En Polynésie française, la chair de ces poissons aurait été réservée aux arii, la noblesse régnante, selon les témoignages et les récits anciens, ainsi que la présence d'arêtes de cette espèce près des marae. Elles avaient la réputation de n'être jamais toxiques, mais plusieurs rapports récents signalent des cas potentiels d'empoisonnement par la ciguatera, en particulier chez les individus de très grande taille.[citation nécessaire]

## Description originale
Dans Descriptiones animalium de Forskål Peter.